# Negrito
Negrito (crnčići) je naziv za nekoliko etničkih skupina koje nastanjuju izolirane dijelove jugoistočne Azije.
Njihova sadašnja populacija uključuje 12 naroda na indijskim Andamani otocima (Andamanci), šest Semang naroda u Maleziji, Mani u Tajlandu, te narode Aeta (Agta), Ati i 30 ostalih naroda na Filipinima. Izvješća britanskih trgovaca također govore o Negrito ljudima na Borneu (Sarawak).
Negritosi su najviše genetski udaljena ljudska populacija od Afrikanaca prema dosada istraženim lokusima (osim za mc1r, koji su kodovi za tamnu kožu). Istraživanja su pokazala da su rano odvojeni od Azijata, sugerirajući da su ili su preživjeli potomci doseljenika iz rane migracije iz Afrike, najčešće se spominju kao Proto-Australoidi ili da su potomci jednih od osnivača populacije moderni ljudi.

## Vanjske poveznice
- Negriti u Tajlandu  Arhivirana inačica izvorne stranice od 20. svibnja 2013. (Wayback Machine)
- Negriti u Filipinima  Arhivirana inačica izvorne stranice od 20. travnja 2010. (Wayback Machine)